# Trembita (missile de croisière)
Pour les articles homonymes, voir Trembita.
Le Trembita (en ukrainien : Трембіта) est un missile de croisière sol-sol ukrainien, d’une portée d’environ 140 kilomètres, fabriqué par PARS.

## Description
Le Trembita est structurellement similaire à la bombe volante allemande V-1 de la Seconde Guerre mondiale,. Le missile est propulsé par un pulsoréacteur (rarement utilisé de nos jours) qui lui permet d’atteindre une vitesse d’environ 400 km/h. Ce moteur génère un bruit de 100 dB et de grandes quantités de chaleur, faisant du Trembita une cible facile pour les défenses antiaériennes ennemies, en particulier les missiles MANPADS,. Le missile a une portée d’environ 140 kilomètres, son altitude de vol minimale est de 30 m et le plafond maximum est de 2000 m. L’essence E92 ou SP95 est utilisée comme carburant. Le réservoir de carburant a une capacité de 30 litres. Le Trembita, en raison du type de moteur utilisé, est équipé d’un accélérateur de fusée, permettant un lancement correct. Ces missiles sont généralement lancés à partir de lanceurs mobiles transportant généralement environ 20 à 30 missiles,,.

## Engagements
En raison de sa simplicité et de son faible prix, ce missile pourrait être un équivalent du drone iranien Shahed 131 utilisé massivement par les Russes pendant la guerre d'Ukraine. Le coût de production d’un Trembita est d’environ 10.000 USD et il est plusieurs fois inférieur au coût de production des missiles conçus pour le combattre. Compte tenu des caractéristiques mentionnées ci-dessus, le missile peut fonctionner à la fois comme un missile de croisière classique, utilisé pour attaquer des cibles à l’arrière du front, ainsi que comme un leurre utilisé pour saturer la défense antiaérienne ennemie.

## Nom
Le nom du projectile fait référence à la forme caractéristique du trembita, un instrument qui ressemble un peu à la forme du moteur utilisé dans cette machine : un long tube droit évasé à la fin,.